# Okręg wyborczy nr 91 do Sejmu Polskiej Rzeczypospolitej Ludowej (1989–1991)
Okręg wyborczy nr 91 do Sejmu Polskiej Rzeczypospolitej Ludowej (1989–1991) obejmował Szczecin oraz gminy Nowe Warpno i Police (województwo szczecińskie). W ówczesnym kształcie został utworzony w 1989. Wybieranych było w nim 5 posłów w systemie większościowym.
Siedzibą okręgowej komisji wyborczej był Szczecin.

## Wybory parlamentarne 1989

### Mandat nr 356 –Polska Zjednoczona Partia Robotnicza
| Kandydat | I tura | I tura | II tura | II tura |
| Kandydat | Głosów | %      | Głosów  | %       |
| --- | ------ | ------ | ------- | ------- |
| Jacek Piechota                                                                                                 | 42 965 | 22,80  | 31 008  | 45,12   |
| Dariusz Więcaszek                                                                                              | 21 226 | 11,26  | 24 600  | 35,80   |
| Czesław Koralewski                                                                                             | 17 915 | 9,51   | —       | —       |
| Mirosław Sobczyk                                                                                               | 9842   | 5,22   | —       | —       |
| Liczba głosów ważnych: 188 444 (I tura) • 68 716 (II tura) Źródło: Państwowa Komisja Wyborcza I tura i II tura |        |        |         |         |

### Mandat nr 357 –Polska Zjednoczona Partia Robotnicza
| Kandydat | I tura | I tura | II tura | II tura |
| Kandydat | Głosów | %      | Głosów  | %       |
| --- | ------ | ------ | ------- | ------- |
| Waldemar Grzywacz                                                                                              | 28 047 | 15,26  | 33 913  | 49,38   |
| Elżbieta Marszałek                                                                                             | 23 090 | 12,56  | 26 819  | 39,05   |
| Zenon Grabowski                                                                                                | 18 353 | 9,99   | —       | —       |
| Elżbieta Krawczak                                                                                              | 18 288 | 9,95   | —       | —       |
| Kazimierz Wirkijowski                                                                                          | 6645   | 3,62   | —       | —       |
| Liczba głosów ważnych: 183 799 (I tura) • 68 673 (II tura) Źródło: Państwowa Komisja Wyborcza I tura i II tura |        |        |         |         |

### Mandat nr 358 –Stronnictwo Demokratyczne
| Kandydat | I tura | I tura | II tura | II tura |
| Kandydat | Głosów | %      | Głosów  | %       |
| --- | ------ | ------ | ------- | ------- |
| Jan Rutkowski                                                                                                  | 27 364 | 14,55  | 27 949  | 40,78   |
| Jan Kościelniak                                                                                                | 26 188 | 13,93  | 28 777  | 41,99   |
| Mirosław Tatarczuk                                                                                             | 15 822 | 8,42   | —       | —       |
| Zbigniew Szadkowski                                                                                            | 13 856 | 7,37   | —       | —       |
| Liczba głosów ważnych: 188 021 (I tura) • 68 532 (II tura) Źródło: Państwowa Komisja Wyborcza I tura i II tura |        |        |         |         |

### Mandat nr 359 – bezpartyjny
| Kandydat                                                          | Głosów  | %     |
| ----------------------------------------------------------------- | ------- | ----- |
| Józef Kowalczyk                                                   | 111 637 | 58,15 |
| Zbigniew Brzycki                                                  | 30 270  | 15,77 |
| Edmund Trokowski                                                  | 22 874  | 11,92 |
| Marian Białęcki                                                   | 10 588  | 5,52  |
| Liczba głosów ważnych: 191 973 Źródło: Państwowa Komisja Wyborcza |         |       |

### Mandat nr 360 – bezpartyjny
| Kandydat                                                          | Głosów  | %     |
| ----------------------------------------------------------------- | ------- | ----- |
| Jerzy Zimowski                                                    | 129 058 | 66,03 |
| Władysław Nowak                                                   | 28 089  | 14,37 |
| Tomasz Żuk                                                        | 27 246  | 13,94 |
| Liczba głosów ważnych: 195 452 Źródło: Państwowa Komisja Wyborcza |         |       |